# Richard Hamilton (attore)
Richard Hamilton (Chicago, 31 dicembre 1920 – Jeffersonville, 21 dicembre 2004) è stato un attore statunitense.
Nel 1954 ha sposato Marilyn May Morgan dalla quale ha avuto due figli e con cui è rimasto fino alla morte avvenuta nel 2004, a 83 anni.

## Filmografia parziale

### Cinema
- Ciao America! (Greetings), regia di Brian De Palma (1968)
- Anche i dottori ce l'hanno (The Hospital), regia di Arthur Hiller (1971)
- Resurrection, regia di Daniel Petrie (1980)
- Arturo (Arthur), regia di Steve Gordon (1981)
- Silkwood, regia di Mike Nichols (1983)
- Catholic Boys (Heaven Help Us), regia di Michael Dinner (1985)
- Sacco a pelo a tre piazze (The Sure Thing), regia di Rob Reiner (1985)
- Il cavaliere pallido (Pale Rider), regia di Clint Eastwood (1985)
- Ironweed, regia di Héctor Babenco (1987)
- Vietnam - Verità da dimenticare (In Country), regia di Norman Jewison (1989)
- Sommersby, regia di Jon Amiel (1993)
- Sfida tra i ghiacci (On Deadly Ground), regia di Steven Seagal (1994)
- Men in Black, regia di Barry Sonnenfeld (1997)
- Mamma, ho preso il morbillo (Homme Alone 3), regia di Raja Gosnell (1997)
- Le parole che non ti ho detto (Message in a Bottle), regia di Luis Mandoki (1999)
- Eliminate Smoochy (Death to Smoochy), regia di Danny DeVito (2002)

### Televisione
- The Nurses – serie TV, episodio 2x34 (1964)

## Doppiatori italiani
Nelle versioni in italiano delle opere in cui ha recitato, Richard Hamilton è stato doppiato da:
- Dante Biagioni in Law & Order - I due volti della giustizia, Mamma, ho preso il morbillo, Frasier
- Mario Milita in Men in Black, Oz, Le parole che non ti ho detto
- Pino Locchi in Ciao America!
- Gianfranco Bellini in Silkwood
- Renato Cortesi in Sacco a pelo a tre piazze
- Raffaele Uzzi in Ironweed
- Marcello Mandò in Vietnam - Verità da dimenticare
- Sandro Sardone in Sfida tra i ghiacci